# Pasmo K
Pasmo K (ang. K band) (niem. kurz – krótki) – zakres częstotliwości radiowych od 18 GHz do 27 GHz (od 1,67 do 1,11 cm). Pasmo to ma ograniczone możliwości zastosowania ze względu na duży poziom absorpcji przez znajdującą się w atmosferze parę wodną, więc zamiast pasma K do transmisji satelitarnej znalazły zastosowanie pasma Ku (poniżej pasma K) oraz Ka (powyżej pasma K).

## Zastosowanie
Pasmo K jest używane przez meteorologów w radarach wykrywających chmury, a także przez patrole policji do pomiaru prędkości pojazdów oraz w zewnętrznych barierach mikrofalowych do ochrony mienia. Urządzenia te pracują najczęściej w paśmie 24,150±0,1 GHz.